# 戦闘糧食II型

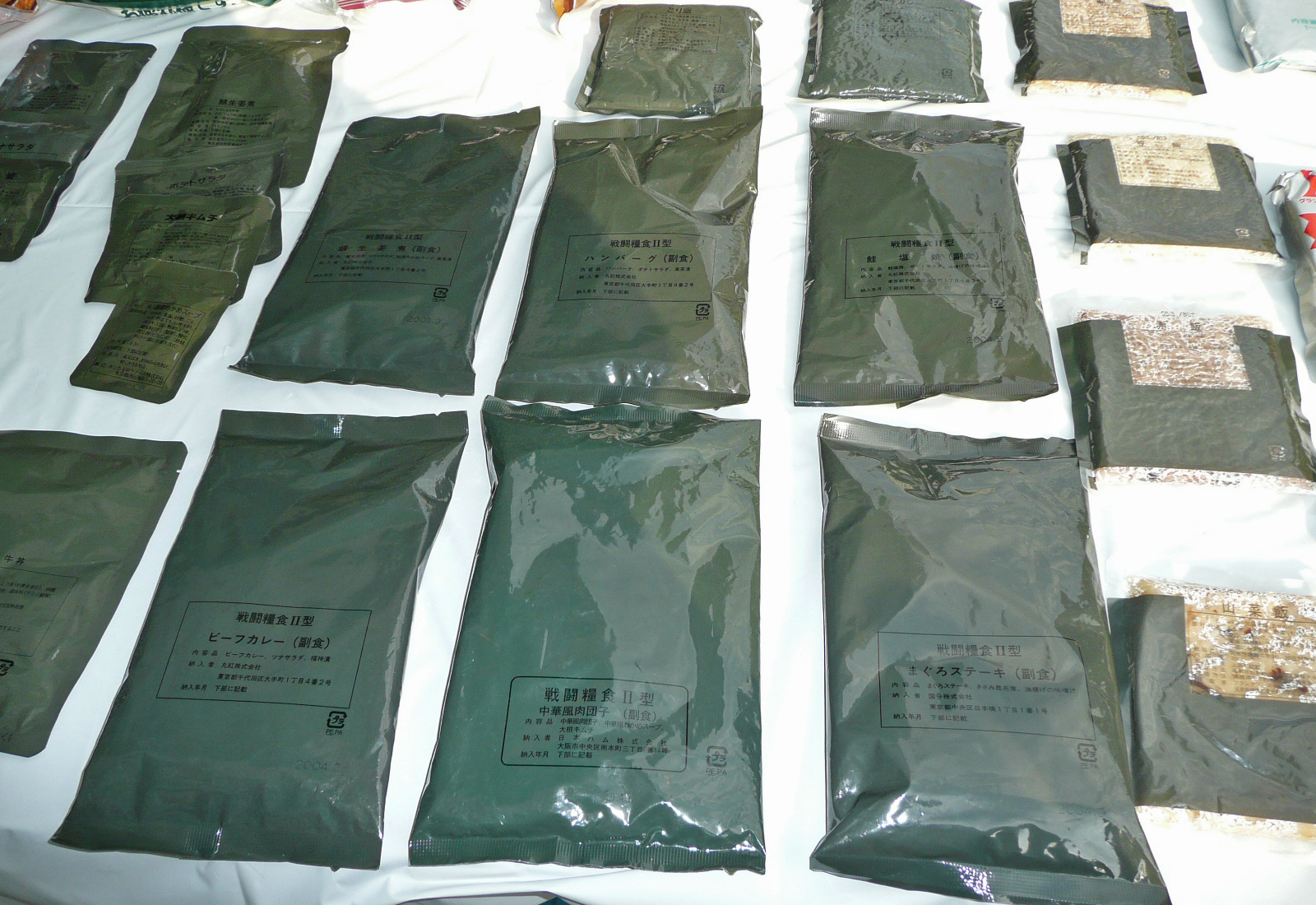
様々な糧食

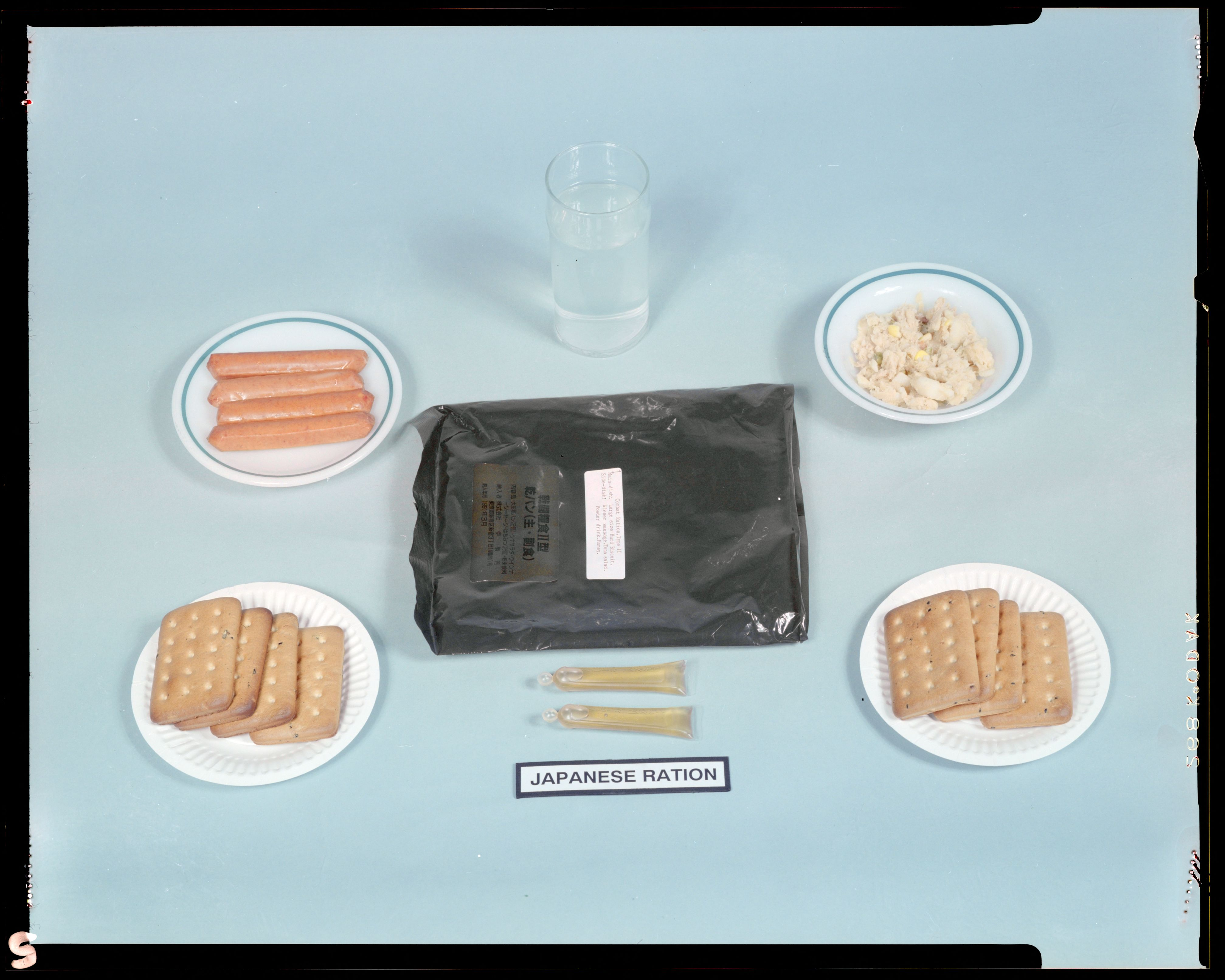
戦闘糧食II型 乾パン

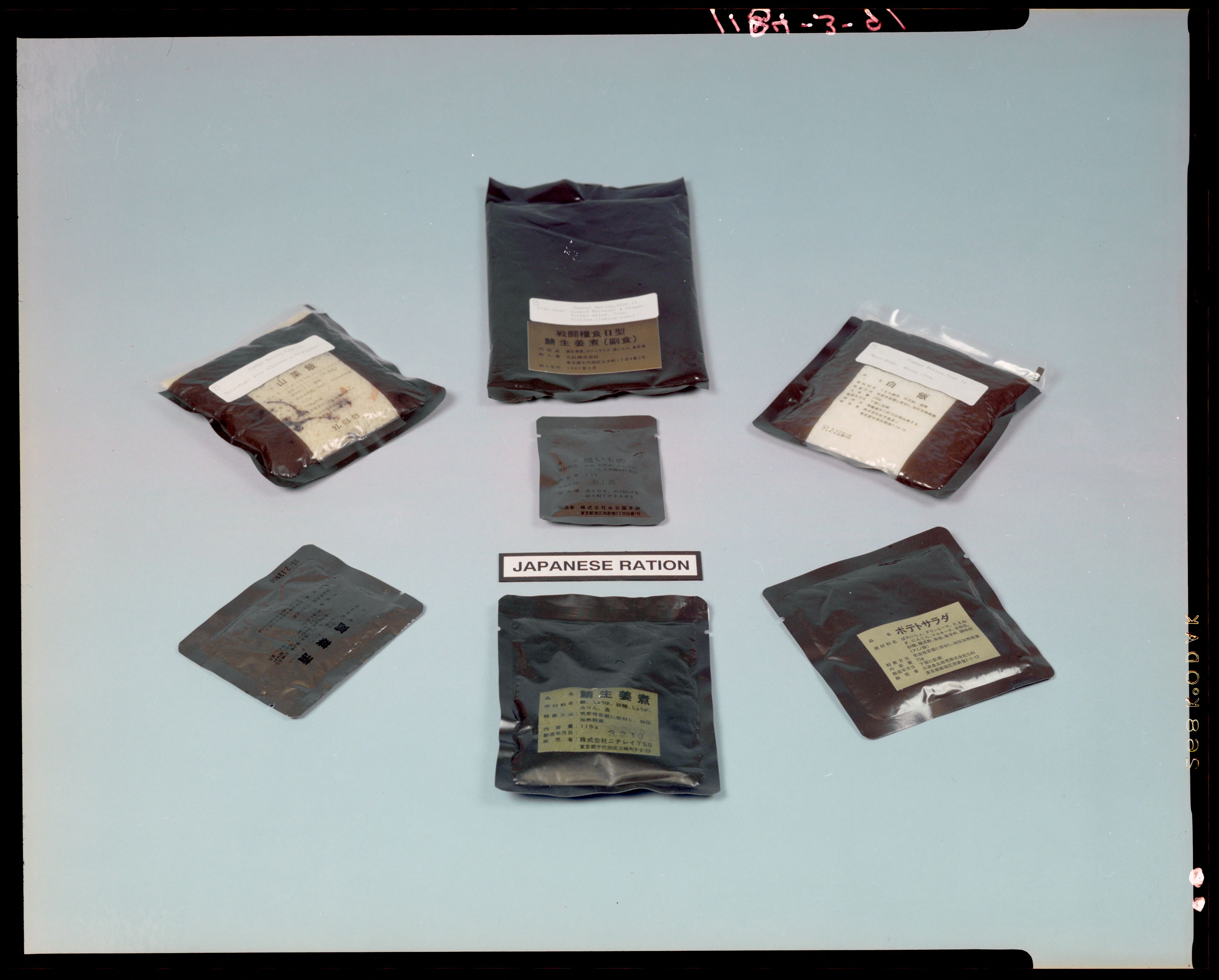
戦闘糧食II型 鯖生姜煮

戦闘糧食II型（せんとうりょうしょくにがた）は、自衛隊で使用されているレーション。通称パックメシ。

## 概要
1990年（平成2年）に自衛隊が採用した新しい戦闘糧食で、従来の戦闘糧食I型が缶詰であるのに対して、II型は全てレトルトパウチ包装である。ゆえにI型に比べて持ち運びと調理が容易になっている。I型では25分であったご飯の湯煎時間が、II型では10分になっている。レトルトパウチは金属缶に比べて強度の面で劣り、保存期間も短いが、2016年（平成28年）2月、陸上自衛隊はI型の新規購入を停止し来年度以降はすべてレトルトパウチ型のレーションに一本化することを決定した。
保存方法と内容物が異なるのみで、基本的には戦闘糧食I型と同様、湯煎して数日間食べられる状態にしてから交付される。運用に関する詳細は戦闘糧食I型を参照。
I型に比べてメニューが増えており、中華丼もあり、おかずは筑前煮、チキンステーキ、肉団子、塩鮭などもある。また、フリーズドライ食品を採用し、スープや味噌汁が付く場合もある。また、ご飯に漬物が添付されることもある。自衛隊カンボジア派遣中に行われたUNTAC参加国の戦闘糧食コンテストで1位を獲得したことがあり、レーションとしては比較的評判が良い。
パックの外装は基本的に戦闘糧食I型と同様オリーブドラブ色で、行動中にもし草むらに廃棄しても目立たないようになっている。ただし、オリーブドラブ色に黒い文字で内容物が書いてあるため見分けが付きづらい白飯と赤飯を区別するため、ご飯パックのみ端のほうが透明になっている。また、I型と違いII型は、主食が一合ずつ2パックに分かれており、白米2パックや白米とドライカレーという組み合わせで供給されることもある。
指揮官クラスは食器に盛りつけ、一般隊員は直接パックに口を付けてそのまま絞り出すように食しており、特に状況中においては僅かな時間で食せるうえゴミもかさばらない事から缶飯と違い行動中の隊員からは人気があった。
加熱時は必要に応じて携帯加熱剤（大型のカイロタイプおよび水を使う発熱剤）などで加熱して食しており、特にカイロタイプは挟んでタオルにくるんでおけば休憩時にそのまますぐに食すことができた。

## 改良
適時隊員の希望やアンケートを元にして改良されており、特に日本人の食生活が洋食傾向にある傾向を踏まえ、副食がハンバーグやカレーといった隊員に人気の物が納入されていた。パンを希望する隊員からのアンケートを元に大型乾パンを納入した時期もあったが、最終的に不評が出た事もありクラッカータイプに変更になるなど適時その内容も変更している。
I型に比し携行性および処分が容易なことから、度々部外に転売されることがあり問題となっている（自衛隊を含む軍隊の現行制式品と同一物が民間で販売されることは絶対にない）。中央即応集団隷下の第1空挺団で2016年（平成28年）10月、第1ヘリコプター団で2017年（平成29年）12月にそれぞれ訓練のために用意されたが利用されなかったものをネットオークションに出品される事案が発生しており、これが部外からの通報で発覚し、出品者はいずれも懲戒免職とされている。このため、現在支給される糧食の梱包材にはすべて「転売禁止」の表記がなされている。

## 改良型の納入
2009年（平成21年）度より一般部隊に配分された改良型ではフリーズドライによる汁物が廃止になり、米飯はレトルト米飯パックから民間で一般的なトレー入りの無菌包装米飯に変更されて食べやすさと美味しさが大きく向上している。また、米飯パック2個と副食1種類または2種類を一つの真空包装パックに入れて1セットとしており、プラスチックの先割れスプーンも封入されるなど食事が摂りやすい状態の物が導入されている。
従来品と比べ種類も豊富であり、ハヤシハンバーグやウインナーカレーなどの洋食から野菜麻婆などの中華系総菜、かも肉じゃがや秋刀魚蒲焼きなどの和食と従来の1.5倍にメニューが増えている。
従来のフリーズドライ型スープやみそ汁の代わりに、パックに入ったコーンスープ類が導入されており、利便性は向上している。
米飯は一般的なパックご飯と同様の1パック一膳相当分を2つ、副食は食事の嗜好を考慮して通常2種類入っており、ハンバーグと手羽先といった肉類から始まり、野菜や魚を主体としたメニューが組まれている。

一食あたりの摂取カロリーはおよそ1100キロカロリーとなる。

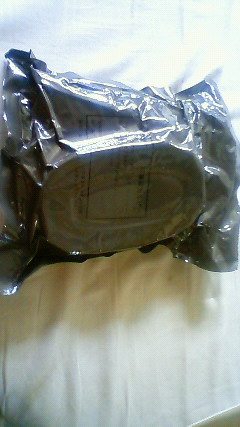
戦闘糧食II型（改）の一例。主食と副食が一体型になっており、OD色のパックにまとめられているのが確認できる
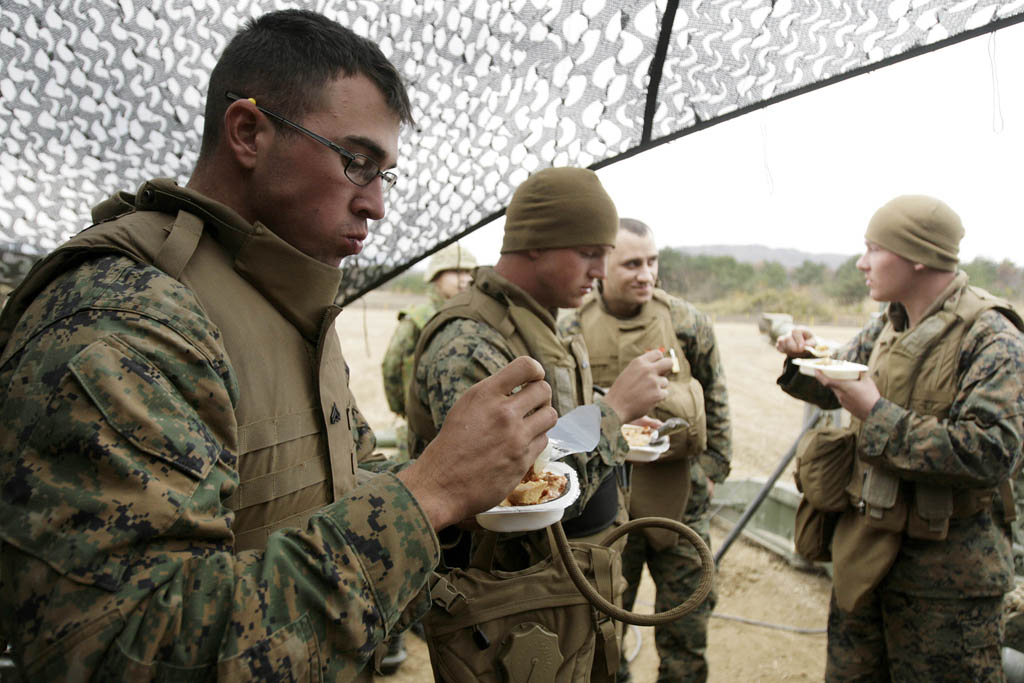
日米合同演習で行なわれたレーション交換会で戦闘糧食II型（改）を試食するアメリカ海兵隊の兵士たち。米飯の上におかずを乗せている。（王城寺原演習場、2010年）

## トレーニングレーション

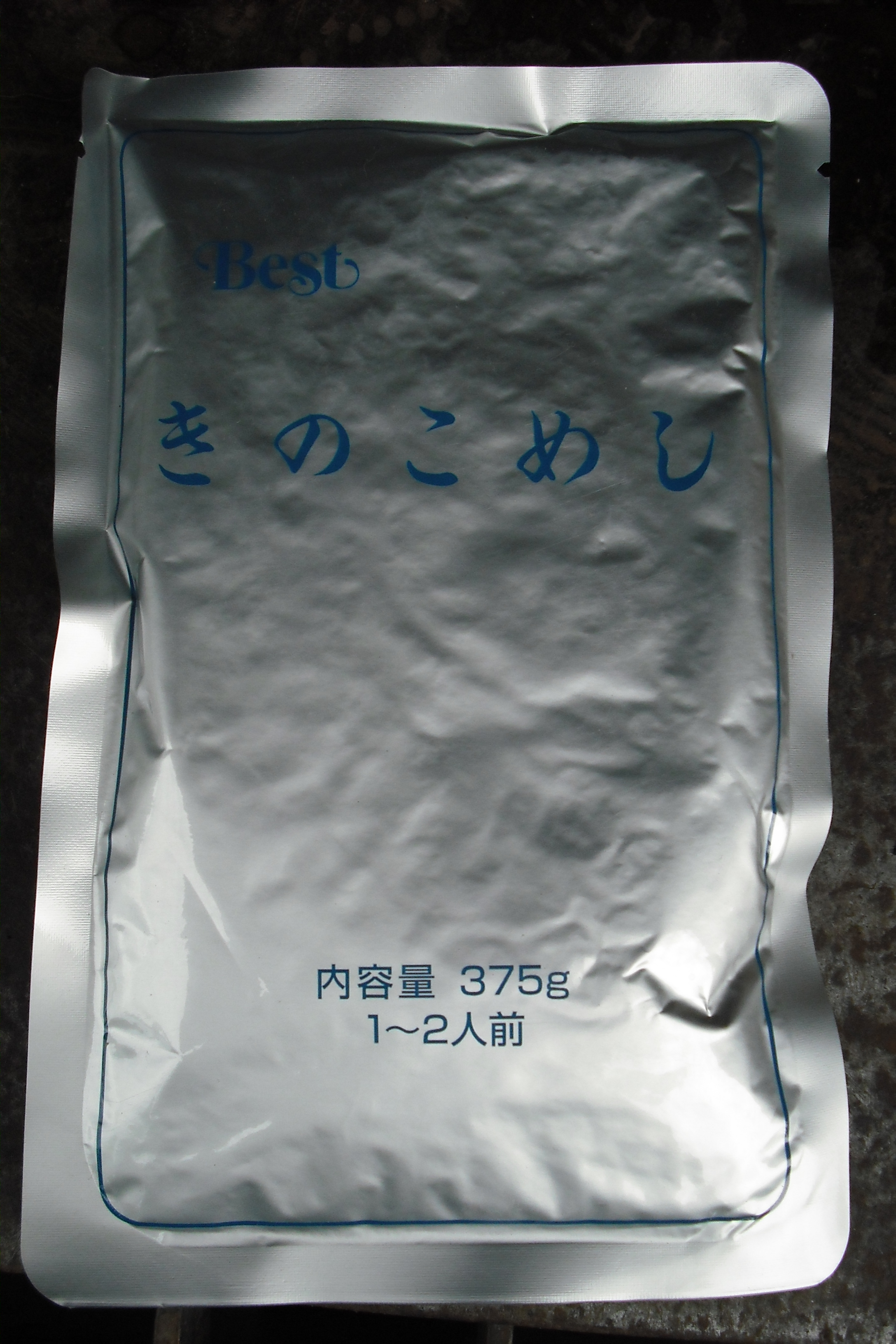
トレーニングレーションの一例。主に自衛隊向けに納入されており、このまま絞り出すように食する。

派生型として銀色のパックに入った携行食（和風御飯・ベーコン御飯・ピラフ・ドライカレー・五目御飯・帆立御飯など）もある。これには1個400gの米飯が入っている。こちらは民間で流通しているレトルト食品と同様であるが、防衛省専用に近い形で流通している。
他には、300g入りの米飯（JA製）とカレーや丼の素、あるいはうどんのパックなど市販タイプのレトルト食品を詰め合わせ、プラスチック製のスプーンも封入された廉価な訓練用携行食も多く使用されている。